# 拉萨罗·巴尔加斯
拉萨罗·巴尔加斯（西班牙語：Lázaro Vargas，1964年1月18日—），古巴男子棒球运动员。他曾代表古巴国家队参加1992年和1996年夏季奥林匹克运动会棒球比赛，获得二枚金牌。他也曾参加1987年和1991年泛美运动会。